# Lý Thành (nhà Kim)
Lý Thành (chữ Hán: 李成, ? - ?), tự Bá Hữu, người Quy Tín, Hùng Châu, vốn là tướng lãnh cấp thấp nhà Bắc Tống, trở thành trùm giặc cướp ở khoảng Giang - Hoài; sau đó đi theo nhà Lưu Tề; nhà Lưu Tề bị phế, tiếp tục phục vụ nhà Kim, tham gia đánh Nam Tống. Ông và "Từ đại đao" Từ Văn là nguyên mẫu của các nhân vật Đô giám "Lý thiên vương" Lý Thành và "Văn đại đao" Văn Đạt, dưới quyền Đại Danh lưu thủ Lương Trung Thư trong Thủy Hử truyện .

## Cuộc đời và sự nghiệp
Ông có sức mạnh hơn người, có thể kéo cung nặng 300 cân. Đầu thời Tuyên Hòa (1119 – 1125) nhà Bắc Tống, thi cung thủ, được xếp loại có sức kéo dị thường. Từng nhận chức Hoài Nam chiêu tróc sứ. Quân Kim chiếm Hà Bắc, Lý Thành nhân đó tụ tập ở Truy Xuyên làm cướp, dần dần lui xuống phía nam, hoạt động ở khoảng Giang - Hoài. Triều đình từng hai lần chiêu an , nhưng Thành vẫn quen thói cũ, nên phái binh dẹp tan.
Thành về với Lưu Tề, được làm Tri Khai Đức phủ, theo quân Kim đánh Tống. Năm Thiên Hội thứ 11 (1133), Lý Thành chiếm cứ 6 quận Tương Dương (Tương Dương phủ, Đặng Châu, Tùy Châu, Dĩnh Châu, Đường Châu, Tín Dương quân), bị Nhạc Phi đánh bại. Khi Ngụy Tề bị phế năm 1137, Lý Thành được tái bổ nhiệm An Vũ quân Tiết độ sứ.
Hoàn Nhan Tông Bật lại đánh Hà Nam, Lý Hưng nhà Tống giữ phủ Hà Nam. Lý Thành đưa quân vào Mạnh Tân. Hưng soái quân áp sát, nổi trống thách đánh, ông không ra. Trời về chiều, quân Tống mệt và đói, Thành mở cửa đánh gấp, đại phá bọn họ. Hưng chạy đi Hán Nam, ông chiếm được các nơi Lạc Dương, Tung, Nhữ. Bình xong Hà Nam, Tông Bật tâu cho Thành làm Hà Nam doãn, Đô Quản áp Bản lộ binh mã. Vì đem chỗ thóc thừa gộp vào số đã dùng, nên bị kết tội, mất cả hai chức quan. Thời Chánh Long (1149 - 1161), được khởi dụng làm Chân Định doãn, phong Quận vương, theo Hán chế giáng phong Tể quốc công. Hưởng thọ 69 tuổi.

## Tính cách
Thành là kẻ mạnh tợn nhất trong nhóm hàng tướng, hiệu lệnh rất nghiêm, bộ hạ không dám phạm. Khi lâm trận đi trước mọi người; sĩ tốt chưa ăn thì không ăn trước; đích thân thăm nom người có bệnh. Không chịu che mưa, cho dù ướt át như thế nào!
Có người tố cáo Thành làm phản, Hoàn Nhan Tông Bật xét ra là vu khống, giao cho ông xử trí, Thành đánh đòn rồi tha cho, không bắt bớ thêm nữa. Đem việc này làm trò vui, nhờ thế mà được lòng người.